# Regiões ultraperiféricas da União Europeia

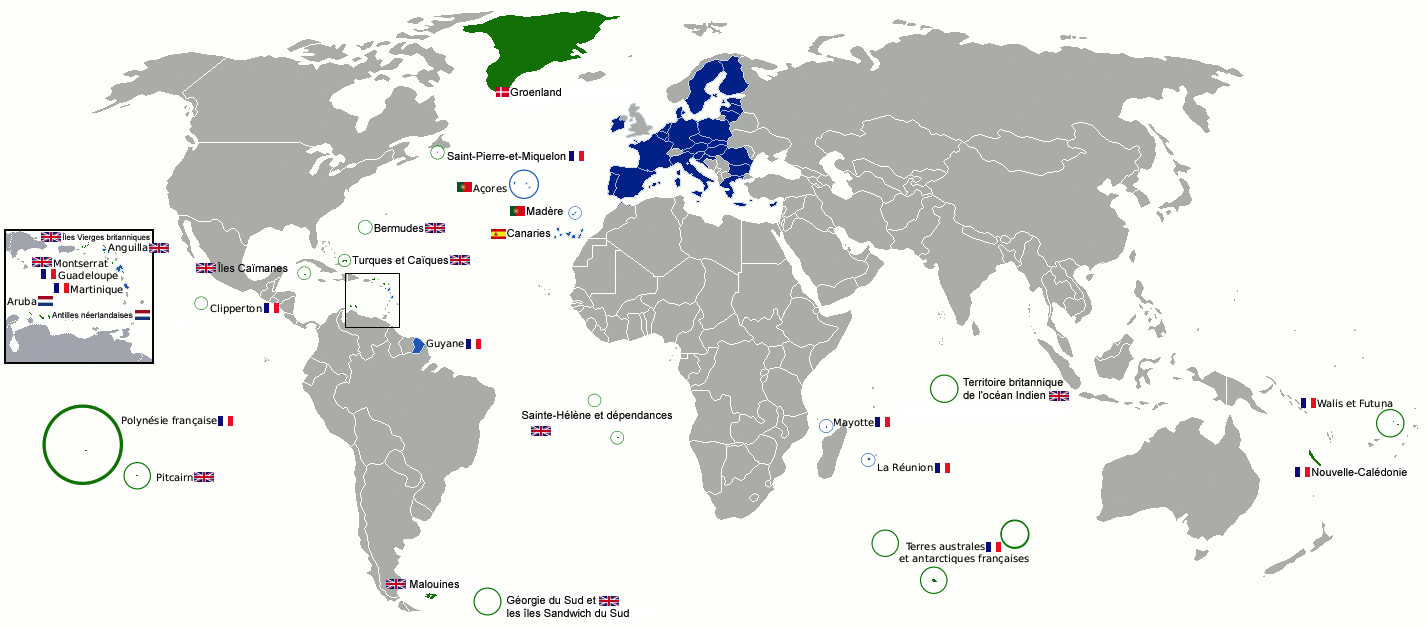
Mapa da União Europeia no mundo
UE
Regiões ultraperiféricas
Territórios ultramarinos

As regiões ultraperiféricas da União Europeia são aqueles territórios geograficamente distantes que têm um tratamento especial segundo os termos do Tratado de Amesterdão por formar parte inerente da União Europeia.
Entre estas há cinco departamentos franceses de ultramar — Guadalupe, Guiana Francesa, Martinica, Maiote e Reunião —, a coletividade ultramarina francesa de São Martinho, a comunidade autónoma espanhola das Ilhas Canárias e as regiões autónomas portuguesas de Açores e Madeira.